# توسع الأوعية الدموية للقرنية (CNV)
التوع الحديث للقرنية عبارة عن زيادة عدم نمو الوعاء الدَّموي من الضفيرة الوعائية الحوفية إلى القرنية، وسببها يكون نقص في الأوكسجين الذي لا يستقبل من مجرى الدم ولكن من الهواء.
توسع الأوعية الدموية في القرنية هو حالة تهدد البصر ويمكن أن يكون سببها الالتهاب المرتبط بالعدوى، والإصابة الكيميائية، وأمراض المناعة الذاتية، وفرط الحساسية المناعية، وزرع ما بعد القرنية، والحالات المؤلمة من بين أمراض العين الأخرى. تشمل الأسباب الشائعة لـ CNV داخل القرنية التراخوما، وقرحة القرنية، والتهاب القرنية والملتحمة النفاقي، والتهاب القرنية الوردية، والتهاب القرنية الخلالي، والتهاب القرنية المتصلب، والحروق الكيميائية، وارتداء العدسات اللاصقة لفترات طويلة من الزمن. عادةً ما ترتبط العروض التقديمية السطحية لـ CNV بتآكل العدسات اللاصقة، في حين أن العروض التقديمية العميقة قد تكون ناجمة عن التهاب مزمن وأمراض الجزء الأمامي من العين.
أصبح توسع الأوعية الدموية في القرنية أكثر شيوعًا في جميع أنحاء العالم مع معدل حدوث يقدر بـ 1.4 مليون حالة سنويًا، وفقًا لدراسة أجريت عام 1998 من قبل مستشفى ماساتشوستس للعين والأذن. ووجدت نفس الدراسة أن الأنسجة المأخوذة من عشرين بالمائة من القرنية التي فحصت أثناء عمليات زرع القرنية بها درجة ما من الأوعية الدموية الجديدة، مما يؤثر سلبًا على تشخيص الأفراد الذين يخضعون لإجراءات رأب القرنية.
في المراحل المتقدمة، يمكن أن يهدد اتساع الأوعية الدموية في القرنية البصر، ولهذا يوصى بإجراء فحوصات روتينية (سنوية) للعين لمرضى العدسات اللاصقة.
تخفيف التوسع الحديث للقرنية تم تحقيقه عبر دوكسيسايكلين وتراياميكولون.